# Robert Markuš
Pour les articles homonymes, voir Markus.
Robert Markuš est un joueur d'échecs serbe né le 7 octobre 1983 à Bačka Topola. Grand maître international depuis 2004, il a participé à cinq olympiades d'échecs de 2004 à 2014 (en 2006, il jouait au premier échiquier de l'équipe de Yougoslavie) et de quatre championnats d'Europe par équipe (en 2005, 2007, 2009 et 2015).
Au 1er mai 2016, Robert Markuš est le numéro un serbe et le 108e joueur mondial avec un classement Elo de 2 652.

## Biographie et carrière
À l'âge de quinze ans, il remporta le tournoi B du First Saturday de Budapest en 1999. Il reçut le titre de maître international en 2000. Dans les années 2000, il participa à la coupe du monde d'échecs 2005 (battu au premier tour par Mikhaïl Gourevitch) et à la coupe du monde d'échecs 2007 (éliminé par Wang Hao au premier tour). En 2013, il remporte le tournoi d'échecs de Sarajevo (tournoi Bosna) au départage.